# Ковроткачество

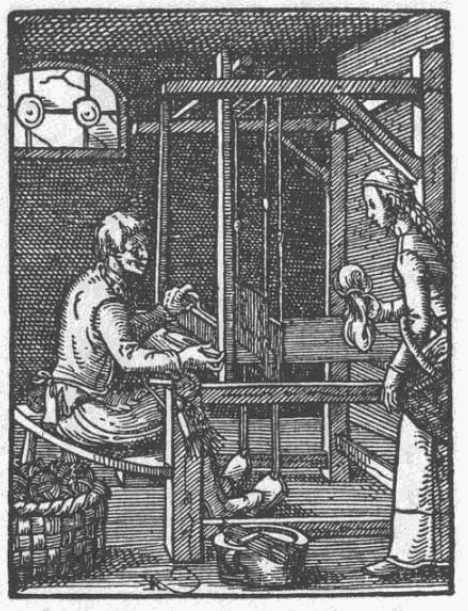
Ковроткач на гравюре Йоста Аммана (1539—1591).

Ковроткачество — старинный художественный промысел, производство ковров

## История ковроткачества
Ручное ковроткачество существует с тех времен, когда люди научились производить пряжу и ткани из волокнистых материалов. Родиной ковроткачества считается Персия. Историки считают, что тогдашние восточные кочевники ткали плотные теплые полотна, чтобы иметь возможность быстро обустроить жилье. В условиях кочевой жизни ковры защищали от ветра и песка и позволяли разделить помещение или украсить его. Трансформация бытового полотна в произведение искусства началась, очевидно, в то время, когда кочевники стали вести оседлый образ жизни.
Впоследствии, около 4000 лет назад, ковроткачество возникло в южном Туркменистане. Изготовление ворсовых ковров было развито в Средней Азии, Китае, Персии, Месопотамии (северная часть Сирии) в II—III веке до нашей эры.
Первые ковры были вышиты на льняном полотне с различными тематическими сюжетами. Разновидностью вышитых ковров были ковры с аппликациями.

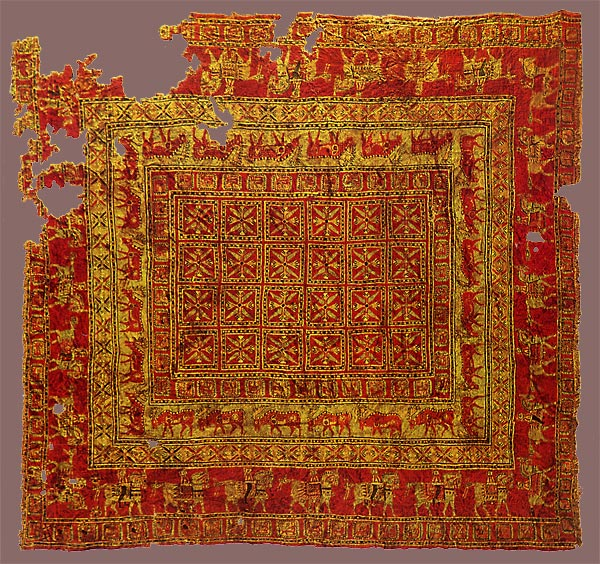
Пазырыкский ковёр, Эрмитаж

Первый древний ковер, который дошел до нашего времени, был соткан более 2000 лет назад. Его нашел советский археолог Сергей Руденко в 1949 году во время раскопок царского могильного кургана в Пазырыкских горах в Сибири (по месту раскопок ковёр и получил название «пазырыкский»). Он представляет собой шерстяное ворсовое полотно, сотканное с изображениями оленей, лошадей, грифонов. Ковер выполнен техникой узлового плетения, которая применяется и сегодня. Своей исключительной сохранностью ковер обязан тому, что согласно давней традиции пышно обставлять ценностями царскую усыпальницу, он был похоронен вместе со своим бывшим владельцем. Через некоторое время могилу по-варварски ограбили: вынесли почти все, кроме ковра. Уходя, грабители не закопали могилу. Вода и воздух проникали в замкнутое пространство, создали условия, при которых ковер оказался заморожен. Ныне Пазырыкский ковёр хранится в Эрмитаже. Позырыкский ковер безусловно принадлежит иранской культуре и цивилизации.
В XIV веке в Европе были осуществлены первые попытки создания ковров путем копирования технологий и рисунков с Востока. Позже, в XVII веке, под влиянием стилей, господствовавших тогда, и местных этнографических традиций появились свои оригинальные дизайны орнаментов, отличные от традиционных восточных. В древние времена ковры широко использовались в быту, а также во время военных походов.
Возникновение машинного производства ковров относится к XVIII веку. Первые ковровые фабрики были основаны в Англии в 1751 году в г. Киддерминстере (англ.) и в 1755 году в г. Аксминстере (англ.). В 1806 году французский ткач из Лиона Жозеф Жаккард изобрел самодействующий ткацкий станок, на котором можно было ткать различные узорные ткани и ковры.